# Achaimenovská říše
Achaimenovská neboli Perská říše, někdy také První Perská říše (pro odlišení od Novoperské), jsou historické názvy pro říši s centrem v Persii (sami Achaimenovci ji žádný název nedali) vytvořené s výboji Kýra II. (559–530 př. n. l.) a jeho syna Kambýsa (530–522), která je tradičně považována za stát, který završuje rané období vývoje politické organizace na Předním východě. Na místě médské, lýdské, babylónské a egyptské říše se objevil jeden mocný celek, slučující v sobě řadu odlišných tradic, etnických jednotek a náboženských zvyklostí. V roce 486 př. n. l., když umíral třetí achaimenovský panovník Dareios I., náležela k říši část Balkánu a Střední Asie, celá Malá Asie, Sýrie, Palestina, Egypt a Mezopotámie a konečně íránské kraje až k hranicím Indie. Tento rozlehlý stát byl od sklonku 6. století rozdělen na územní jednotky spravované tzv. satrapy (místodržiteli), kteří si vydržovali vlastní dvůr a byli odpovědni pouze králi. Na některých místech ponechali Peršané moc v rukou lokálních dynastií, takže o jednotě správy nemůže být ani řeč.

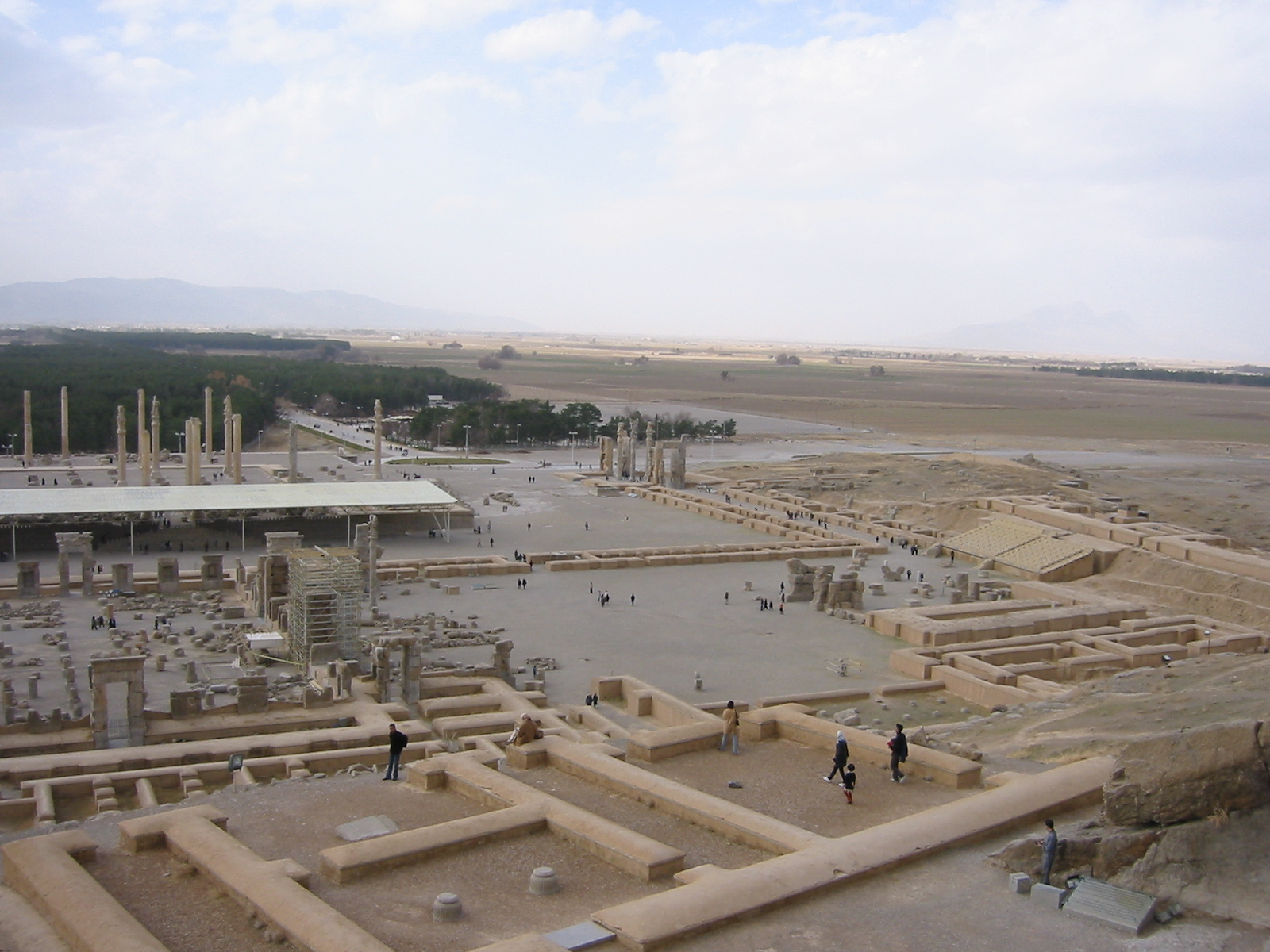
Ruiny Persepole

Říše neměla jediné hlavní město, i když Persepolis založená Dareiem I. plnila funkci jakéhosi administrativního centra monarchie. Značný význam si i nadále podržely Súsy (bývalé hlavní město Elamu), Pasargady (jejichž obvod vytyčil Kýros II.), Ekbatana (bývalé hlavní město médské říše) i starý Babylón. Jako řeč úřadů a správy se prosadila aramejština, nápisy na budovách a skalních stěnách bývaly psány staropersky, akkadsky a elamsky. Elamština však od poloviny 5. století z epigrafických památek mizí.
Mince, které podle lýdského vzoru zavedl již Dareios I., sloužily k placení řeckých žoldnéřů a korumpování čelných představitelů řeckých městských států, s nimiž byla říše od devadesátých let 5. století prakticky neustále ve válečném stavu. Razily se jak mince zlaté (tzv. dareiky), tak stříbrné (nazývané Řeky „sigloi“). Perská armáda byla značně heterogenním tělesem, jehož mobilizace v případě války trvala velmi dlouhou dobu – často i několik let. Sloužily v ní všechny národy obývající říši, podle toho, v jakém druhu zbraní vynikaly (Féničané byli například vyhlášenými námořníky). Jádro vojska tvořilo 10 000 urozených bojovníků, kteří byli v dobách války neustále doplňováni o nováčky, takže jejich počet zůstával konstantní (odtud název nesmrtelní). Kromě toho existovala i tradiční pěchota, jízda na koních, jízda na velbloudech a válečné vozy. Počet perského vojska lze jen stěží odhadnout, jistě však nedosahoval milionových čísel, jak tvrdí ve svých spisech Hérodotos a Ktésias.

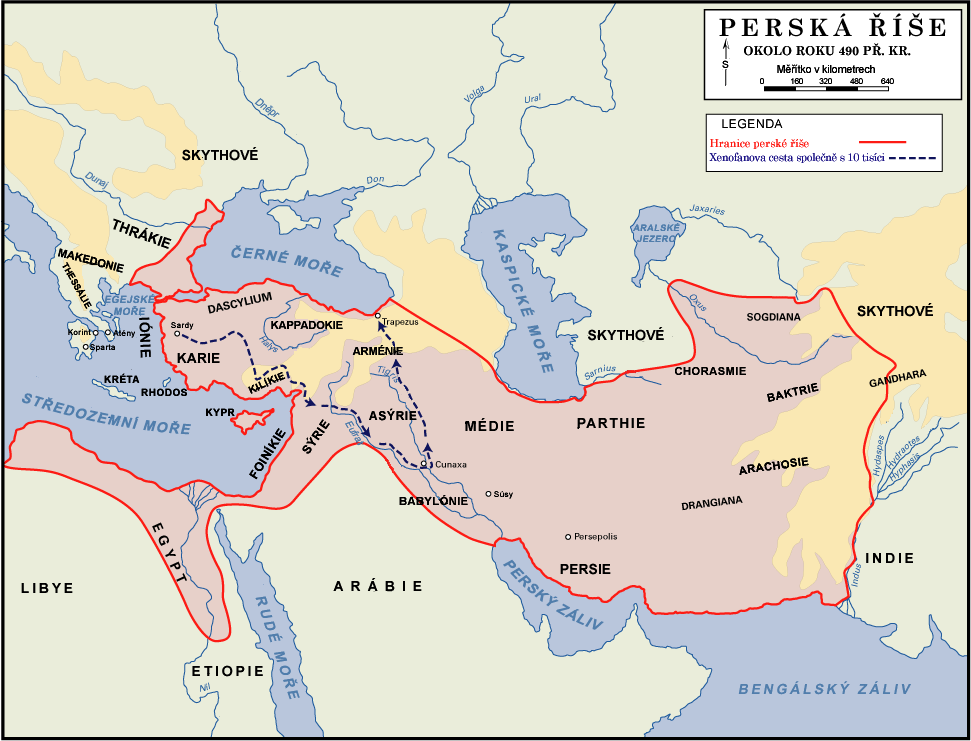
Perská říše kolem roku 490 př. n. l.

Na regionální úrovni ponechával stát svým poddaným značnou autonomii a dokonce podporoval místní náboženské kulty. To se však mohlo změnit, pokud v dané oblasti došlo k nepokojům či vzpouře proti centrální vládě – v takovém případě bývala zpravidla zničena i lokální kultovní místa. O hloubce náboženského cítění achaimenovských vladařů lze jen spekulovat, odvolávky na Ahuramazdu a „jiné bohy“ pouze naznačují, že jejich mazdaismus byl spíše polyteistického rázu.
Regionální elity neměly uzavřen přístup k nejvyšším úřadům, na rozdíl od pozdějších římských zvyklostí však nebyl vzestup „provinciálů“ běžným jevem, podporovaným shora. Většina satrapů i vrcholných hodnostářů říše pocházela po celou dobu trvání monarchie z řad perské šlechty.
Až do vzniku makedonské velmoci za Filipa II. (359–336 př. n. l.) a jeho syna Alexandra neměl perský stát v Evropě a v Asii výraznější konkurenci a ani občasné odpadnutí některých provincií či dlouholetá válka s Řeky ho vážně neohrožovaly. Teze o „kolosu na hliněných nohou“, který od smrti Dareia I. procházel neustálým úpadkem, je dnes považována za zcela mylnou. Achaimenovská říše byla životaschopným celkem, státem, který profitoval ze své rozlehlosti (dálkový obchod) a jenž ponechával svým obyvatelům dosavadní víru i lokální zvyklosti. Ani sociální mobilita nebyla v jeho rámci zcela vyloučena, i když nebyla běžná. Pokud jde o formálně neomezenou moc krále králů, často pranýřovanou jako tyranie či despocie, ta rozhodně nebránila rozkvětu perského státu. Ostatně pozdější makedonští vládci ji v plném rozsahu převzali a dále rozvinuli.